# Passenger (Mnemic)
Passenger è il terzo album in studio del gruppo musicale danese Mnemic, pubblicato il 19 gennaio 2007 dalla Nuclear Blast.
Come contenuto multimediale è presente il videoclip dell'unico singolo estratto Meaningless.

## Tracce
1. Humanaut – 1:53
2. In the Nothingness Black – 5:02
3. Meaningless – 3:43
4. Psykorgasm – 4:13
5. Pigfuck – 4:26
6. In Control – 3:52
7. Electric I'd Hypocrisy – 3:52
8. Stuck Here – 4:42
9. What's Left – 4:10
10. Shape of the Formless – 4:08
11. The Eye on Your Back – 7:30

## Formazione
- Guillaume Bideau - voce
- Mircea Gabriel Eftemie - chitarra, tastiera
- Rune Stigart - chitarra, tastiera
- Tomas Koefoed - basso
- Brian Rasmussen - batteria